# Errorfunctie

Grafiek van de errorfunctie

De errorfunctie is een speciale functie in de wiskunde, die belangrijke toepassingen heeft binnen de kansrekening en de natuurkunde. De functie is gedefinieerd als:
{\displaystyle {\mbox{erf}}(x)={\frac {2}{\sqrt {\pi }}}\int _{0}^{x}e^{-t^{2}}\ \mathrm {d} t}.
De errorfunctie is een antisymmetrische functie:
{\displaystyle {\mbox{erf}}(-x)=-{\mbox{erf}}(x)\ }.
Verder geldt: {\displaystyle {\mbox{erf}}(0)=0} en {\displaystyle \lim \limits _{x\rightarrow \infty }{\mbox{erf}}(x)=1}.
De errorfunctie kan worden voorgesteld door de volgende reeks:
{\displaystyle {\mbox{erf}}(x)={\frac {2}{\sqrt {\pi }}}\sum _{n=0}^{+\infty }{\frac {(-1)^{n}x^{2n+1}}{n!(2n+1)}}}
en is direct gerelateerd met de verdelingsfunctie {\displaystyle \Phi } van de standaard normale verdeling.
{\displaystyle \Phi (x)={\frac {1}{2}}\left(1+\operatorname {erf} \left({\frac {x}{\sqrt {2}}}\right)\right)}

## Specifieke errorfuncties
- Gegeneraliseerde errorfunctie

{\displaystyle {\mbox{erf}}(x,y)={\frac {2}{\sqrt {\pi }}}\int _{x}^{y}e^{-t^{2}}\ \mathrm {d} t}.
- Complementaire errorfunctie

{\displaystyle {\mbox{erfc}}(x)=1-{\mbox{erf}}(x)\ }.
- Imaginaire errorfunctie

{\displaystyle {\mbox{erfi}}(x)=-i{\mbox{erf}}(i\cdot {x})}
- Gemeinsame Normdatei: 4156112-0
- Bibliotheek van het Japanse parlement: 00562553